# 盖伦 (图林根州)
盖伦（德語：Gehren，發音：[ˈɡeːʁən] ⓘ）是德国图林根州伊尔姆县曾经的一个市镇，面积43.79平方千米，2010人口为3,466人。2018年7月6日，盖伦与另外3个市镇并入市镇伊尔默瑙。